# 飯島雷輔
飯島 雷輔（いいじま らいすけ、1887年（明治20年）10月20日 - 1964年（昭和39年）2月21日）は、日本の実業家、政治家。貴族院多額納税者議員、貴族院勅選議員、茨城県旧古河市長。

## 経歴
茨城県西葛飾郡古河町（現:古河市）で、製糸業・飯島政吉の長男として生まれる。1909年（明治42年）家業を継承した。
武州銀行相談役、飯島商店社長、日本特殊合金鋳工社長、長島製糸所代表、古河町農会長、日本赤十字社特別社員、済生会特別会員などを務めた。
1936年（昭和11年）4月、古河町長に就任し同年11月まで在任。1939年（昭和14年）9月29日、貴族院多額納税者議員に任じられ、1941年（昭和16年）10月2日に辞任した。1947年（昭和22年）3月4日、貴族院勅選議員に任じられ、同年5月2日の貴族院廃止まで在任した。
1959年（昭和34年）4月、古河市長選挙に出馬し、現職小池宗次郎を破って当選したが、2期目在任中の1964年（昭和39年）2月21日の午後3時5分に、胃潰瘍と併発した肝硬変のため入院中の慶應大学病院で死去した。この間、上水道、し尿処理場、公民館、公会堂などの公共施設の建設に尽力した。

## 栄典
- （不明） - 勲四等旭日小綬章[6]